# Поуп (округ, Міннесота)
Шаблон:StateAbbr_ 45°35′ пн. ш. 95°27′ зх. д. / 45.59° пн. ш. 95.45° зх. д.
Округ Поуп (англ. Pope County) — округ (графство) у штаті Міннесота, США. Ідентифікатор округу 27121.

## Історія
Округ утворений 1862 року.

## Демографія
За даними перепису
2000 року
загальне населення округу становило 11236 осіб, усе сільське.
Серед мешканців округу чоловіків було 5530, а жінок — 5706. В окрузі було 4513 домогосподарства, 3064 родин, які мешкали в 5827 будинках.
Середній розмір родини становив 2,99.
Віковий розподіл населення поданий у таблиці:
| Стать    | До 15 років | 15-21 | 22-29 | 30-39 | 40-49 | 50-65 | 65-85 | Понад 85 |
| -------- | ----------- | ----- | ----- | ----- | ----- | ----- | ----- | -------- |
| Чоловіки | 1155        | 578   | 369   | 624   | 878   | 911   | 904   | 111      |
| Жінки    | 1017        | 523   | 360   | 653   | 812   | 939   | 1102  | 300      |

## Суміжні округи
- Дуглас — північ
- Стернс — схід
- Кендійогі — південний схід
- Свіфт — південь
- Стівенс — захід
- Грант — північний захід

## Виноски
1. ↑  US Decennial Census. US Census Bureau. Процитовано 24 жовтня 2014.
2. ↑  Historical Census Browser. University of Virginia Library. Архів оригіналу за 11 серпня 2012. Процитовано 24 жовтня 2014.
3. ↑  Population of Counties by Decennial Census: 1900 to 1990. US Census Bureau. Процитовано 24 жовтня 2014.
4. ↑  Census 2000 PHC-T-4. Ranking Tables for Counties: 1990 and 2000 (PDF). US Census Bureau. Процитовано 24 жовтня 2014.
5. ↑  State & County QuickFacts. Бюро перепису населення США. Архів оригіналу за 7 червня 2011. Процитовано 1 вересня 2013.(англ.) Наведено за англійською вікіпедією.
6. ↑  American FactFinder. Бюро перепису населення США. Архів оригіналу за 26 лютого 2012. Процитовано 31 січня 2008.

| США | Це незавершена стаття з географії США. Ви можете допомогти проєкту, виправивши або дописавши її. |